# 브로민화물
브로민화물, 브롬화물(bromide 브로마이드[*])은 브로민화 이온 또는 리간드를 함유하고 있는 화합물이다. 이는 하나의 이온 전하 −1 (Br−)을 지닌 브로민 원자이다.

## 자연 발생
브로민화물은 일반적인 바닷물(35 PSU)에서 존재하며 함유율은 약 65 mg/L이며 용해된 모든 소금 중 약 0.2%를 차지한다.

## 의학적 이용
브로민 화합물, 특히 브로민화 칼륨은 19세기, 20세기 초에 진정제로 자주 사용되었다. 미국에서 일반 의약품 진정제이자 두통 치료제(브로모 셀처)로서 1975년까지 사용되다가 이후 브로민이 만성 독성으로 인해 성분으로서 사용이 중단되었다.